# Prosopocoilus girafa
Prosopocoilus girafa is een keversoort uit de familie vliegende herten (Lucanidae). De wetenschappelijke naam van de soort is voor het eerst geldig gepubliceerd in 1789 door Olivier.